# NGC 6892
NGC 6892 est constitué de quatre étoiles situées dans la constellation de la Flèche. L'astronome prussien Heinrich Louis d'Arrest a enregistré la position de ce groupe le 19 juillet 1886.